# Atira (Gottheit)

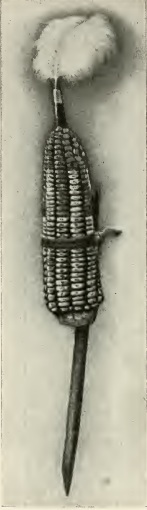
Das Symbol wurde verwendet, um die Göttin Atira in der Hako-Zeremonie darzustellen

Atíra [ətíɾəʔ], „unsere Mutter“, wörtlich: „Mutter Mais“, identifiziert mit der Erde, ist der Name der Mutter- und Erdgöttin der Indianer des Stammes der Pawnee.
Sie war die Frau von Tirawa, dem Hochgott der Pawnee. Ihre irdische Manifestation ist Mais, der das Leben symbolisiert, das Mutter Erde gibt.
Die Göttin wurde in einer Zeremonie namens Hako verehrt.
Ihre Tochter war Uti Hiata, die den Pawnee beibrachte, wie man Werkzeuge herstellt und Lebensmittel anbaut.

## Ehrungen
- Der Asteroid (163693) Atira, dessen Bahn vollständig innerhalb der Erdbahn liegt, wurde nach ihr benannt.
- Atira Mons, ein Berg auf der Venus, wurde nach ihr benannt.[6]
- Judy Chicago widmete Atira eine Inschrift auf den dreieckigen Bodenfliesen des Heritage Floor ihrer 1974 bis 1979 entstandenen Installation The Dinner Party. Die mit dem Namen Atira beschrifteten Porzellanfliesen sind dem Platz mit dem Gedeck für die Urgöttin zugeordnet.[7]